# دهستان رستاق (خمین)
دهستان رستاق یکی از دهستان‌های شهرستان خمین در استان مرکزی ایران است. این دهستان در بخش مرکزی شهرستان خمین قرار دارد و براساس سرشماری مرکز آمار ایران در سال ۱۳۹۰، جمعیت آن ۵۲۹۷ نفر (در ۱۶۳۹ خانوار) بوده‌است.

## مردم
مردم دهستان رستاق عمدتا لر زبان هستند و به گویش لری بختیاری  تکلم می کنند.